# عبده الوزير
عبده الوزير (1 يوليو 1956 -)، ممثل مصري.هو شقيق الممثل (حمدي الوزير).

## بدايته
تخرج في المعهد العالي للفنون المسرحية. من أهم أعماله في الدراما التليفزيونية، مسلسلات (أخو البنات) 1984، (أبناء ولكن) 1983، (الهروب إلي السجن) 1987، (أبيض وأسود) 1989، (الطاووس) 1991، (العصيان) 2003، .. وغيرها. كما شارك في عدد من الأفلام السينمائية، مثل: (الاحتياط واجب) 1983، (البرئ) 1986، (البرئ والجلاد) 1991.

## أعماله
- الكداب وصاحبه 1989

## روابط خارجية
- عبده الوزير على موقع الدهليز
- عبده الوزير على موقع قاعدة بيانات الأفلام العربية